# هنری میلتون تیلور
هنری میلتون تیلور (انگلیسی: Henry Milton Taylor؛ زادهٔ ۴ نوامبر ۱۹۰۳ – درگذشتهٔ ۱۴ فوریه ۱۹۹۴) یک سیاست‌مدار اهل باهاما بود.